# Jean-Marie Musy
Jean-Marie Musy (Albeuve, 10 aprile 1876 – Friburgo, 19 aprile 1952) è stato un politico svizzero.

## Biografia
Nel dicembre 1919 è stato eletto nel Consiglio federale svizzero, rimanendovi fino all'aprile 1934. Nel corso del mandato ha guidato il Dipartimento delle finanze e delle dogane.
Era rappresentante del Partito Popolare Democratico.
Ha ricoperto la carica di Presidente della Confederazione svizzera due volte, nel 1925 e nel 1930.
Verso la fine della seconda guerra mondiale, i tedeschi si stavano ritirando ed erano quasi sconfitti. Su richiesta di due ebrei svizzeri ortodossi, Recha Sternbuch e suo marito Yitzchak Sternbuch, e in coordinazione con loro, Musy e suo figlio Benoît avviarono trattative con i nazisti per salvare un gran numero di ebrei nei campi di sterminio. Musy fu coinvolto nel rilascio di 1.210 prigionieri dal campo di concentramento di Theresienstadt. Il gruppo venne salvato dopo che 1,25 milioni di dollari vennero collocati nelle banche svizzere da organizzazioni ebraiche svizzere. Tuttavia, il denaro non fu mai pagato ai nazisti.